# Nyctunguis dampfi
Nyctunguis dampfi är en mångfotingart som först beskrevs av Karl Wilhelm Verhoeff 1926.  Nyctunguis dampfi ingår i släktet Nyctunguis och familjen småjordkrypare. Inga underarter finns listade i Catalogue of Life.